# Sava Tutundžić
Sava Tutundžić (Beograd, 1928 — Beograd, 30. mart 2020) bio je arheolog, egiptolog i profesor Filozofskog fakulteta Univerziteta u Beogradu za predmet Arheologija Bliskog istoka, glavni i odgovorni urednik Zbornika Filozofskog fakulteta, predsednik Sekcije za arheologiju Bliskog istoka i član upravnog odbora Srpskog arheološkog društva, član Međunarodne asocijacije egiptologa (Berlin) i Međunarodnog biografskog centra (Kembridž).

## Školovanje
Rođen je u Beogradu, 1928. godine, gde se i školovao. Diplomirao je na Filozofskom fakultetu u Beogradu 1955. godine, a na osnovu kulturne konvencije između Ujedinjene arapske republike Egipat i SFRJ započeo postdiplomske studije na Filozofskom fakultetu Univerziteta u Kairu 1959. godine, ali ih je završio u Beogradu gde je doktorirao 1965. godine.  Uža specijalnost su mu bile praistorija i proto-istorija jugoistočnog Levanta.

## Naučni rad
Tokom svoje više decenijske karijere Tutundžić je publikovao veliki broj stručnih i naučnih radova, uključujući:
- „“, (1985).
- „“, (1989).
- „“, (1989).
- Donji Egipat u halkolitskom periodu i odnosi sa južnim Levantom: prva polovina IV milenijuma. 2004.  978-86-904455-2-3..
- Južni Levant u halkolitskom periodu: od V do prve polovine IV milenijuma, sa jednim prilogom Dušana Mihailovića. 2007.  978-86-904455-6-1..

## Literatura
- Ko je ko u Srbiji, biografski leksikon: intelektualna, umetnička, politička, finansijska, vojna, sportska elita Srbije, Beograd, Bibliofon – Who is who, 1995.